# タスクフォース
タスクフォース (task force) とは、軍隊において特定の任務（タスク）のために編成される部隊。任務部隊と日本語訳される。

## 制度
タスクフォースは、古くからアメリカ海軍にその思想があり、任務に対応する部隊編成として行われていた。例えば、太平洋戦争開戦時、ハワイのアメリカ海軍は、戦艦部隊をタスクフォース11、空母部隊をタスクフォース16、タスクフォース17としており、この思想は開戦以降の作戦で役立った。アメリカ海軍は、1941年12月に真珠湾攻撃で主力の戦艦を失い、戦艦部隊直衛防空兵力として行動していた空母を空母部隊に戻し、タスクフォースとして「ヒットエンドラン作戦」で日本の拠点に空襲を開始した。また、珊瑚海海戦、ミッドウェー海戦などで日本の機動部隊と交戦し、日本の進攻を阻止した。
1943年、アメリカ海軍はタイプ編成とタスク編成を導入して、恒常的な部隊編成思想から脱却し、各種戦備の効果的整備、所要の兵力を結集した効果的部隊編成を図り、タスクフォースは、ある作戦目標達成のためにタイプコマンドから兵力を提供されて臨時に部隊編成するタスク編成における「タスクフリート（任務艦隊）」と「タスクグループ（任務群）」の間に位置する部隊の段階となった。タスクフォース以下の部隊のタスク編成には、最初に任務艦隊の数字の付く部隊記号が付けられる。タスク編成はアメリカ海軍で戦後も続けられ、海上自衛隊でも採用されている。
アメリカにおけるタスクフォースの1つである空母打撃群は、空母とその飛行隊に加え、これを護衛・支援する水上戦闘艦（ミサイル巡洋艦・ミサイル駆逐艦・フリゲート）・補給艦・原子力潜水艦などで構成される。空母打撃群の他にも、水上戦闘艦を中心とするもの（水上戦闘群）、揚陸艦を中心とするもの（遠征打撃群）など、さまざまなタスクフォースがある。アメリカ陸軍デルタフォースに所属するタスクフォース20は、イラク戦争で大量破壊兵器やサッダーム・フセイン大統領（当時）の捜索などを行った。
タスクフォースは、統合作戦を行うに当たって「統合任務部隊 (Joint Task Force, JTF)」 として複数の軍隊（たとえば陸軍と海軍）にまたがって編成される場合もある。また、「合同任務部隊 (Combined Task Force, CTF)」として複数の国の軍隊や組織にまたがることもあり、「合同統合任務部隊(Combined Joint Task Force, CJTF)」として編成される場合もある。実際の訓練や作戦行動はタスクフォースを単位とする。例えば、JTF-2（統合タスクフォース2）は、1993年に発足したカナダ統合軍の特殊部隊である。

## 一覧
多国籍軍
- 第150合同任務部隊
- 第151合同任務部隊
- 第152合同任務部隊
- 第158合同任務部隊

 アメリカ合衆国
- 第38任務部隊（第58任務部隊）
- 第2艦隊のタスクフォース
- 第3艦隊のタスクフォース
- 第5艦隊のタスクフォース
- 第6艦隊のタスクフォース
- 第7艦隊のタスクフォース

## 軍事以外の用途
タスクフォースは、いわゆるプロジェクトチームあるいはクロスファンクショナルチームよりも小さな単位の集団を意味して使用されることもある。企業経営用語としては特別作業班と訳すのが妥当といえる。また内部監査や機密事項を職掌とすることが多い。常設の機関というよりも臨時であることも多く、戦略性と機動性が重視された組織を指すのが一般的である。企業名、あるいは作戦名としても多用される。
また、タスクフォースは、グループ・ディスカッション、特に6人程度の少人数で行われるスモール・グループ・ディスカッション（SGD）において配置される、議論を進行させる「水先案内」担当者のことを指すこともある。集団（被験者）ではなく、実施者（主催者）側に立ち、議論の成り行きを見守り、議論が発散したり意図した方向とは違う流れになった場合に、軌道修正を行う。議論が進まない場合、考え方や視点の助言を行うこともある。タスク（議題）の意図を十分理解し、各グループに配置されるタスクフォース間で、介入の度合いや議論の収束方向をあらかじめ決めておく必要がある。グループ・ディスカッションという手法になれていない集団や、難解なタスクを扱うときには、特に重要な役割を担う。
機動捜査隊の英訳もタスクフォースである。